# إيرل جونسون (موسيقي)
إيرل جونسون (بالإنجليزية: Earl Johnson)‏ هو موسيقي أمريكي، ولد في 24 أغسطس 1886 في مقاطعة غوينيت في الولايات المتحدة، وتوفي في 31 مايو 1965.

## وصلات خارجية
- إيرل جونسون على موقع ميوزك برينز (الإنجليزية)
- إيرل جونسون على موقع أول ميوزيك (الإنجليزية)
- إيرل جونسون على موقع ديسكوغز (الإنجليزية)